# Campionati del mondo di atletica leggera 2013 - Salto in alto femminile
La gara di salto in alto femminile si è svolta tra giovedì 15 agosto e sabato 17 agosto 2013.

## Podio
| Posizione | Atleta           | Nazione     | Misura |
| --------- | ---------------- | ----------- | ------ |
| Oro       | Brigetta Barrett | Stati Uniti | 2,00 m |
| Argento   | Ruth Beitia      | Spagna      | 1,97 m |
| Argento   | Anna Čičerova    | Russia      | 1,97 m |

## Situazione pre-gara

### Record
Prima di questa competizione, il record del mondo (WR) e il record dei campionati (CR) erano i seguenti.
| Record                | Prestazione | Atleta                      | Data                        | Competizione              |
| --------------------- | ----------- | --------------------------- | --------------------------- | ------------------------- |
| Record mondiale       | 2,09 m      | Stefka Kostadinova Bulgaria | 30 agosto 1993 Roma, Italia | Campionati del mondo 1987 |
| Record dei campionati | 2,09 m      | Stefka Kostadinova Bulgaria | 30 agosto 1993 Roma, Italia | Campionati del mondo 1987 |

### Campioni in carica
I campioni in carica, a livello mondiale e continentale, erano:
| Campione | Atleta               | Prestazione | Data                                  | Competizione               |
| -------- | -------------------- | ----------- | ------------------------------------- | -------------------------- |
| Olimpico | Anna Čičerova Russia | 2,05 m      | 11 agosto 2012 Londra, Regno Unito    | Giochi della XXX Olimpiade |
| Mondiale | Anna Čičerova Russia | 2,03 m      | 3 settembre 2011 Taegu, Corea del Sud | Campionati del mondo 2011  |
| Europeo  | Ruth Beitia Spagna   | 1,97 m      | 28 giugno 2012 Helsinki, Finlandia    | Campionati europei 2012    |

### La stagione
Prima di questa gara, le atlete con le migliori tre prestazioni dell'anno erano:
| Pos. | Atleta                       | Prestazione | Data                                             |
| ---- | ---------------------------- | ----------- | ------------------------------------------------ |
| 1    | Brigetta Barrett Stati Uniti | 2,04 m      | 22 giugno 2013 Des Moines, Stati Uniti d'America |
| 2    | Anna Čičerova Russia         | 2,02 m      | 21 maggio 2013 Pechino, Cina                     |
| 3    | Blanka Vlašić Croazia        | 2,00 m      | 21 giugno 2013 Buhl, Germania                    |

## Risultati
| LEGENDA: | NR | Record nazionale | PB | Primato personale | SB | Primato stagionale |

### Qualificazioni
Qualificazione: 1,95 m (Q) o le migliori 12 misure (q) avanzano alla finale.
| Pos. | Gruppo | Nome                       | Nazionalità | 1,78 | 1,83 | 1,88 | 1,92 | Misura | Note  |
| ---- | ------ | -------------------------- | ----------- | ---- | ---- | ---- | ---- | ------ | ----- |
| 1    | A      | Irina Gordeeva             | Russia      | o    | o    | o    | o    | 1,92   | q     |
| 1    | A      | Anna Čičerova              | Russia      | –    | –    | o    | o    | 1,92   | q     |
| 1    | A      | Alessia Trost              | Italia      | o    | o    | o    | o    | 1,92   | q     |
| 1    | A      | Emma Green                 | Svezia      | –    | –    | o    | o    | 1,92   | q     |
| 1    | B      | Airinė Palšytė             | Lituania    | o    | o    | o    | o    | 1,92   | q     |
| 1    | B      | Ruth Beitia                | Spagna      | –    | o    | o    | o    | 1,92   | q     |
| 7    | B      | Brigetta Barrett           | Stati Uniti | –    | xxo  | o    | o    | 1,92   | q     |
| 7    | A      | Zheng Xingjuan             | Cina        | –    | o    | xxo  | o    | 1,92   | q, SB |
| 9    | B      | Kamila Stepaniuk           | Polonia     | o    | o    | xo   | xo   | 1,92   | q     |
| 10   | A      | Justyna Kasprzycka         | Polonia     | –    | o    | o    | xxo  | 1,92   | q     |
| 10   | A      | Levern Spencer             | Saint Lucia | –    | o    | o    | xxo  | 1,92   | q     |
| 12   | A      | Marie-Laurence Jungfleisch | Germania    | o    | o    | o    | xxo  | 1,92   | q     |
| 13   | A      | Nadiya Dusanova            | Uzbekistan  | –    | o    | o    | xxx  | 1,88   |       |
| 14   | A      | Oksana Okuneva             | Ucraina     | o    | xo   | o    | xxx  | 1,88   |       |
| 15   | B      | Ma'ayan Shahaf             | Israele     | o    | o    | xo   | xxx  | 1,88   |       |
| 15   | B      | Anna Iljuštšenko           | Estonia     | –    | o    | xo   | xxx  | 1,88   |       |
| 17   | A      | Inika McPherson            | Stati Uniti | –    | xxo  | xo   | xxx  | 1,88   |       |
| 18   | B      | Ana Šimić                  | Croazia     | xo   | xo   | xxo  | xxx  | 1,88   |       |
| 19   | B      | Barbara Szabó              | Ungheria    | o    | o    | xxx  |      | 1,83   |       |
| 19   | B      | Burcu Yüksel               | Turchia     | o    | o    | xxx  |      | 1,83   |       |
| 19   | B      | Antonia Stergiou           | Grecia      | o    | o    | xxx  |      | 1,83   |       |
| 19   | B      | Yelena Slesarenko          | Russia      | o    | o    | xxx  |      | 1,83   |       |
| 23   | B      | Jeanelle Scheper           | Saint Lucia | xo   | o    | xxx  |      | 1,83   |       |
| 24   | A      | Marina Aitova              | Kazakistan  | o    | xo   | xxx  |      | 1,83   |       |
| 25   | B      | Mirela Demireva            | Bulgaria    | o    | xxo  | xxx  |      | 1,83   |       |
| 26   | A      | Miyuki Fukumoto            | Giappone    | o    | xxx  |      |      | 1,78   |       |
| dq   | B      | Svetlana Shkolina          | Russia      | –    | –    | o    | o    | 1,92   | q     |

### Finale
| Pos. | Nome                       | Nazionalità | 1,89 | 1,93 | 1,97 | 2,00 | 2,03 | 2,05 | Misura | Note |
| ---- | -------------------------- | ----------- | ---- | ---- | ---- | ---- | ---- | ---- | ------ | ---- |
|      | Brigetta Barrett           | Stati Uniti | o    | o    | o    | o    | xxx  |      | 2,00   |      |
|      | Anna Čičerova              | Russia      | o    | o    | o    | xxx  |      |      | 1,97   |      |
|      | Ruth Beitia                | Spagna      | o    | o    | o    | xxx  |      |      | 1,97   |      |
| 4    | Emma Green                 | Svezia      | o    | xo   | xo   | xxx  |      |      | 1,97   | SB   |
| 5    | Justyna Kasprzycka         | Polonia     | o    | o    | xxo  | xxx  |      |      | 1,97   | PB   |
| 6    | Kamila Stepaniuk           | Polonia     | o    | o    | xxx  |      |      |      | 1,93   |      |
| 6    | Alessia Trost              | Italia      | o    | o    | xxx  |      |      |      | 1,93   |      |
| 8    | Zheng Xingjuan             | Cina        | o    | xo   | xxx  |      |      |      | 1,93   | SB   |
| 8    | Irina Gordeeva             | Russia      | o    | xo   | xxx  |      |      |      | 1,93   |      |
| 10   | Levern Spencer             | Saint Lucia | o    | xxx  |      |      |      |      | 1,89   |      |
| 11   | Airinė Palšytė             | Lituania    | xo   | xxx  |      |      |      |      | 1,89   |      |
|      | Marie-Laurence Jungfleisch | Germania    | xxx  |      |      |      |      |      | NM     |      |
| dq   | Svetlana Shkolina          | Russia      | o    | xo   | o    | o    | o    | xx-  | 2,03   |      |